# Cryostasis: Sleep of Reason
Cryostasis: Sleep of Reason (Анабиоз: Сон разума) est un jeu vidéo de type survival horror développé par Action Forms, sorti en 2009 sur Windows.

## Accueil
- Eurogamer : 6/10[1]
- Game Revolution : B+[2]
- GameSpot : 8/10[3]
- IGN : 6/10[4]
- Jeuxvideo.com : 15/20[5]